# Threemilestone
 (mars 2024).
Threemilestone est un village des Cornouailles, en Angleterre. Le village fait partie de la paroisse civile de Kenwyn.